# Anne-Sophie Barthet
Pour les articles homonymes, voir Barthet.
Anne-Sophie Barthet, née le 23 février 1988 à Toulouse, est une skieuse alpine française, licenciée à Courchevel. Elle a notamment participé aux Jeux olympiques d'hiver à Turin, Vancouver, Sotchi et Pyeongchang.

## Carrière
Anne-Sophie Barthet a grandi à Toulouse, mais c'est à Peyragudes qu'elle découvre le ski et s'y adonne intensivement de 5 à 14 ans. En 2002 (âgée de 14 ans), elle quitte la station pyrénéenne pour rejoindre le club de Courchevel.
Elle skie au plus haut niveau pendant quatorze saisons, de 2005 à 2019, avec notamment la participation à quatre Jeux olympiques consécutifs, un podium et une dizaine de top 10 en Coupes du Monde dans trois disciplines différentes (géant, slalom et combiné), une 5e place mondiale en combiné, une 14e place mondiale en slalom en 2016 et enfin 12 médailles nationales.

### Les débuts

#### 2005-2006
La saison 2005-2006 est une saison olympique pour le ski alpin, et elle commence de très bonne manière pour Anne-Sophie Barthet qui intègre l'équipe de France A technique (slalomeuses et géantistes).

Il s'ensuit un premier départ en coupe du monde le 22 octobre 2005 lors du slalom géant de Sölden. Elle se classe 35e de la première manche, à moins d'une demie seconde d'un accès en seconde manche.

Le mois suivant elle découvre le circuit nord-américain, en préparation à la manche de coupe du monde d'Aspen. Elle termine cette préparation par une 6e place lors du slalom géant de Winter Park (le 2 décembre 2005).
Elle prend ensuite le départ du slalom géant dont elle termine 42e mais encore à moins d'une demie seconde de la 30e place qualificative pour la seconde manche. Le lendemain (11 novembre 2005) elle prend son premier départ de slalom de coupe du monde (toujours à Aspen). Elle termine 28e de la première manche et se qualifie donc pour sa première seconde manche de coupe du monde. Une seconde manche dont elle signe le 12e temps, ce qui lui permet de remonter à la 26e place de la course et de décrocher ainsi ses cinq premiers points de coupe du monde ; et d'intégrer le classement mondial pour la première fois à la 26e place de la spécialité.

Après ce succès Anne-Sophie Barthet prend le départ de tous les slaloms et slaloms géants de coupe du monde et décroche sa sélection pour ses premiers jeux olympiques à Turin. À 17 ans elle est une des plus jeunes compétitrices de l'équipe de France,. Elle concourt d'abord pour le combiné, mais fait une faute lors de la première manche (le slalom) et est éliminée sans pouvoir participer à la descente.
Cette saison marque un premier tournant dans sa carrière, avec à la fois son entrée durable en équipe de France A (onze départs en coupe du monde, quatre fois dans les points), une première expérience olympique, et un premier podium en FIS.

#### 2006-2007
Lors de la saison 2006-2007 Anne-Sophie conserve une place de titulaire en équipe de France A pour le slalom (huit départs) mais n'est plus retenue en slalom géant. Parallèlement en coupe d'Europe elle privilégie les épreuves de vitesse jusqu'à obtenir son premier dans la catégorie en descente : 2e à Saint-Moritz 
Fin mars lors des championnats de France de Val d'Isère elle s'engage sur les quatre disciplines pour une 4e place en slalom et surtout ces deux premiers podiums nationaux : 2e du super géant et de la descente (les 25 et 28 mars 2007).
Le bilan européen de cette saison la voit intégrer le top 30 dans les trois disciplines où elle était engagée : 26e du classement du super-G avec 56 points, 10e du classement du combiné avec 45 points et surtout 4e du classement européen de descente avec 149 points, pour un bilan global de 250 points qui la classent 30e du classement général de la coupe d'Europe 2007

#### 2007-2008
Anne-Sophie Barthet commence la saison 2007-2008 en tant que titulaire en équipe de France pour les épreuves de slalom, de slalom-géant et de descente. Après une 16e place lors du slalom inaugural de Sölden elle peine à se rapprocher des trente meilleures.

Lors de la descente d'Aspen le 8 décembre 2007, la deuxième de la saison, Anne-Sophie Barthet chute lourdement dans un virage, après s'être écartée de la ligne idéale sur le tracé. 
En cause les conditions météo (80 cm en 48 heures entre jeudi et samedi et du brouillard) et probablement une erreur des organisateurs qui ont quand même décidé, à la suite de la violente chute de l'Autrichienne Alexandra Meissnitzer et d'Anne-Sophie d'arrêter la course même s'il restait encore 19 concurrentes au départ. 
Anne-Sophie Barthet, dans sa chute, peut-être due à une accumulation de neige, a eu le genou droit retourné. Elle souffre d'une pentade ,. ce qui a eu pour conséquence de l'éloigner de longs mois des pistes. 

Elle effectue sa rééducation au CERS de Capbreton, ou elle côtoie des sportifs d'autres disciplines comme Vincent Clerc,.

### Le retour de blessure

#### 2008-2009
Onze mois après son accident, Anne-Sophie Barthet reprend la compétition à Amnéville le 5 novembre 2008 par deux épreuves atypiques de ski indoor au Snow hall d'Amnéville, l'une comptant pour la coupe d'Europe (15e) et l'autre comme simple course FIS (5e).

Elle réintègre ensuite le groupe technique de l'équipe de France A et prend le départ des quatre premiers slaloms de la catégorie (tous ceux de 2008) sans jamais se qualifier pour une seconde manche. Ces contre-performances l'obligent a repasser par les catégories inférieures : coupes d'Europe et nord-américaine ainsi que le circuits FIS où elle signe quelques podiums en slalom et slalom géants. En février 2009 elle participe pour la première fois à une universiade en Chine et prend la médaille d'argent en géant.
Au-delà des résultats comptables décevants, cette saison de reprise marque un tournant dans sa gestion de carrière : à part pour les championnats de France, Anne-Sophie Barthet n'a pris que des départs d'épreuves techniques. À la suite de sa grosse chute et de sa lourde blessure en descente, la skieuse polyvalente devient une spécialiste.

#### 2009-2010
La saison 2009-2010 commence avec des incertitudes quant à sa place en équipe de France. Elle est alignée sur les deux épreuves de slalom géant et de slalom à Aspen les 28 et 29 novembre 2009, et c'est un week end prolifique, elle se classe 11e meilleure française du slalom géant puis 6e du slalom (et à nouveau meilleure française). Il s'agit de son meilleur résultat en géant, qu'elle ne battra qu'en 2013, et pour le slalom, son premier « top 10 ».
Parallèlement à la coupe du monde Anne-Sophie Barthet s'engage sur des courses FIS et quelques coupe d'Europe. Et, le 5 janvier 2010, elle remporte sa première victoire lors du slalom d'Innerkrems. Deux mois plus tard elle récidive lors du slalom géant FIS de Courchevel le 18 mars 2010.
Le point d'orgue de la saison de ski 2009-2010 est la tenue des jeux olympiques de Vancouver. Anne-Sophie Barthet est sélectionnée pour l'épreuve du slalom où elle se classe 26e.
Aux championnats de France elle échoue au pied du podium en slalom et slalom géant pour conclure une saison faite de hauts et de bas.

#### 2010-2011
Lors de l'intersaison 2009-2010, elle signe un contrat de partenariat avec le club de foot de sa ville de naissance le TFC, au travers de son président Olivier Sadran, voulant démontrer qu'il n'y a pas de sport supérieur et pour faire partager l'argent qu'il y a dans le football, pour des sports moins rentables. Elle portera les couleurs de ce club, durant les prochaines saisons de ski.

Pour la première fois de sa carrière Anne-Sophie Barthet prend l'intégralité des slaloms et slaloms géants de coupe du monde (hors finale) : huit slaloms et six slaloms géants.

Dans le détail elle marque par contre des points dans quatre des huit slaloms dont son deuxième top 10 de coupe du monde : 9e lors du slalom de Flachau (le 28 janvier 2011).

Elle est également qualifiée pour les championnats du monde de Garmisch-Partenkirchen dans les deux épreuves techniques. Elle se classe 19e du slalom géant et 14e du slalom.

Enfin lors des championnats de France (à Tignes et au Mont Dore) où elle participe aux cinq épreuves elle rate son slalom (10e) mais monte sur la 3e marche du podium en slalom géant et surtout remporte son premier titre national lors de l'épreuve du super combiné.

### Le retour au haut niveau

#### 2011-2012
Pour la deuxième saison consécutive Anne-Sophie Barthet prend l'intégralité des slaloms et slaloms géants de la « saison régulière » de coupe du monde à savoir neuf slaloms et huit slaloms géants.

En bonne forme dès le début de saison, elle marque des points lors des cinq premières épreuves (deux géants puis trois slaloms avec comme meilleur résultat une 12e place lors du slalom de Courchevel le 20 décembre 2011) avant un passage à vide d'un mois. C'est finalement à Kranjska Gora qu'elle retrouve le top 30 lors du slalom (17e le 22 janvier 2012). Elle participe dans la foulée à son premier super combiné en coupe du monde à Saint-Moritz et obtient la 14e place, faisant honneur à son passé (pré-accident) de skieuse polyvalente.

À l'issue de la saison « régulière » Anne-Sophie Barthet est 22e du classement de coupe du monde de slalom.
Cette petite déception ne l'empêche pas de remporter un slalom géant FIS à La Clusaz quatre jours plus tard puis le slalom géant des championnats nationaux suisses (sans être bien sûr titrée championne de Suisse).

Les championnats de France de L'Alpe d'Huez sont eux aussi réussis malgré deux disqualifications lors de la seconde manche du slalom et la descente du combiné : trois podiums sur les autres épreuves, 3e du slalom géant, 2e du super-G et de la descente.

Elle clôt sa saison dans les Pyrénées par une victoire lors d'un slalom géant FIS à Grandvalira.

Cette saison est alors sa plus régulière à ce niveau et elle y a établi quelques records personnels qui tiendrons jusqu'en 2016 : le plus grand nombre de courses terminées dans les points (onze, battu en 2016), le plus grand nombre de top 15 (quatre, battu en 2016), le plus grand nombre de podiums nationaux (trois, record toujours d'actualité).

#### 2012-2013
Anne-Sophie Barthet entame en octobre 2012 sa troisième saison en tant que titulaire de l'équipe de France technique.

Elle fait preuve de la même régularité : six fois dans les points en huit slaloms, une 13e place en combiné et une 6e place en géant, signe de sa polyvalence.
En février 2013 elle participe aux mondiaux de Schladming où elle est sélectionnée pour trois épreuves mais répond en deçà des attentes.
Après ces championnats du monde, Anne Sophie Barthet semble finir la saison de très belle manière : une deuxième place en FIS (aux Ménuires), puis le dernier week-end de coupe du monde à Ofterswhang où un bon résultat en slalom peut la qualifier pour les finales, les éventuelles finales et pour finir les championnats de France chez elle, à Peyragudes, objectif déclaré de sa saison.

Le week-end allemand démarre par une très belle sixième place lors du slalom géant, son meilleur résultat dans la discipline. Une performance équivalente en slalom serait synonyme d'une seconde participation aux finales de coupe du monde. Qualifiée avec une 22e place en première manche, elle chute lourdement en fin de parcours de la seconde entrainant une fracture au bras qui la prive des championnats de France.
La saison s'achève donc sur une nouvelle blessure.

### Des résultats en replis

#### 2013-2014
En cette saison olympique, Anne-Sophie Barthet est de nouveau titulaire en équipe de France pour les épreuves techniques, et elle prend l'intégralité des huit départs de slalom et sept des huit départs de géant, ne manquant que le slalom de Courchevel mi-décembre 2013.

Elle commence sa saison par une prometteuse 15e place lors du slalom géant d'ouverture de Sölden, mais passe ensuite deux mois sans réintégrer un top 30 de coupe du monde, soit cinq courses sans points. Néanmoins dans cet intervalle elle signe de très beaux résultat aux niveaux inférieurs : Deux victoires en slalom à Val Thorens le 6 décembre 2013 (ses premières victoires en slalom) puis une première victoire en coupe d'Europe le 6 décembre 2013 lors du slalom géant d'Andalo Paganella et enfin deux podiums dont une victoire lors du super combiné FOS de Tignes (le 23 décembre 2013, sa première victoire en combiné).

Le 15 décembre 2013 elle chute lors de la première manche du slalom géant de Saint-Moritz qui la contraint à déclarer forfait pour la course suivante : le slalom de Courchevel. Ainsi quelques mois après la blessure qui l'a privé des championnats de France dans la station où elle a appris à skier, une nouvelle blessure la prive d'une manche de coupe du monde dans la station où elle est licenciée : Deux occasions de courir "à domicile" qui s'envolent.

Le 29 décembre 2013 à Lienz elle se classe 10e du slalom, sa meilleure performance lors d'un slalom de coupe du monde depuis Flachau en janvier 2011 et le quatrième top 10 de sa carrière en coupe du monde.

Début 2014, en période pré-olympique, en plus des courses de coupe du monde elle signe deux podiums en slalom géant de coupe d'Europe dont une victoire à Zinal.

Sélectionnée à Sotchi pour ses troisièmes jeux olympiques elle participe pour la première fois à l'épreuve de slalom géant en plus du slalom. Elle se classe 14e du slalom géant et 18e du slalom, ces meilleures performances olympiques.

Non sélectionnée pour les finales de la coupe du monde, elle conclut sa saison par une 3e place au championnat de France en slalom géant et pour sa première participation par une 3e place aux jeux mondiaux militaires de Levi, également en slalom géant.

Avec 25 points pour une 36e place au classement de coupe du monde de slalom géant et 37 points pour une 32e place au classement de coupe du monde de slalom (soit un total de 62 points la classant au 70e rang mondial), les résultats de sa saison apparaissent comme équilibrés mais en net replis.
Par contre ses bons résultats en coupe d'Europe la classent 4e du classement européen de slalom géant avec 362 points, et 10e du classement général avec un total de 457 points, de loin ses meilleurs résultats dans cette catégorie.

#### 2014-2015
Anne-Sophie Barthet entame en 2014 une quatrième saison consécutive en tant que titulaire en équipe de France pour les épreuves techniques. Son début de saison est difficile puisqu'elle rate la qualification pour la seconde manche lors des cinq première courses, dont deux sorties de piste en trois géants. Petite frustration supplémentaire, l'épreuve de Couchevel est annulé faute de neige, la privant une nouvelle fois d'une course à domicile. C'est pourtant lors de l'épreuve de remplacement à Åre qu'elle marque ses premiers point de la saison (20e du slalom après avoir échoué lors du slalom géant). Lors de l'étape suivante, à Kühtai, elle n'est alignée qu'en slalom mais pas en slalom géant (ce sera le seul départ de la saison dont elle sera "privée") ; le week-end n'est néanmoins pas mauvais puisqu'elle marque à nouveau des points en se classant 21e du slalom.

Non sélectionnée pour les championnats du monde (alors qu'elle l'avait été lors des quatre éditions précédentes) son calendrier mondial ne comporte qu'une course (le slalom de Flachau mi-janvier) entre le slalom de Zagreb (le 4 janvier 2015) et les épreuves de Maribor (les 21 et 22 février 2015). Elle participe donc dans ce laps de temps à des courses de niveau moindre, remportant sa première victoire dans un slalom de coupe d'Europe (le 9 janvier 2015 à Melchsee-Frutt), une deuxième place au slalom géant de San Candido (le 4 février 2015) ainsi que trois podiums FIS dont une victoire à San Candido (le 5 février 2015).

Le retour à la coupe du monde se passe bien : 23e puis 18e au slalom géant et slalom de Maribor puis 20e lors de l'unique combiné de la saison à Bansko (où elle participe aussi au super G qu'elle termine à une anonyme 43e place).
Bansko qui est le dernier résultat de sa saison : elle ne marque pas de point lors de la dernière étape de coupe du monde, n'est pas qualifiée pour les finales et fatiguée renonce aux championnats du monde militaires et aux championnats de France de Serre Chevalier après la première manche du géant.

Du point de vue comptable cette saison ressemble à la précédente : 34 points en slalom (33e, 8 points en slalom géant (43e et 11 points en combiné (20e) pour un total de 53 points et une 72e place mondiale.
En coupe d'Europe marque en tout 424 points (13e place) acquis en slalom (12e avec 205 points), slalom géant (15e avec 147 points) et super G (15e avec 72 points).

### Le premier podium

#### 2015-2016
Anne-Sophie Barthet commence cette nouvelle saison en annonçant se concentre sur le slalom (au détriment du slalom géant). C'est pourtant par deux bons géants qu'elle commence sa saison (17e et 25e qui contraste avec un échec en slalom à Aspen 32e le 19 novembre 2015). Échec effacé dès le lendemain avec une 10e place lors du deuxième slalom du week-end américain. Après quelques résultats corrects, elle signe un second top-10 lors du slalom de Santa Caterina di Valfurva le 5 janvier 2016. C'est la première fois de sa carrière qu'elle réalise deux top-10 dans la même saison.

Le 12 février 2016 elle réalise le 37e temps du super-G de Soldeu même si c'est son meilleur résultat en super-G en coupe du monde il pourrait être anecdotique. Mais l'objectif était de préparer le combiné du lendemain, sur la même piste. En raison des conditions météorologiques, le départ de la première manche (un super-G) est reporté et surtout son tracé raccourci, ce qui avantage les slalomeuses dont Anne-Sophie fait partie. Elle part avec le dossard 3 et réalise le 27e temps de la manche avec un écart raisonnable (1 s 36) par rapport à la première Lindsey Vonn. Ce résultat lui prendre le départ de la seconde manche en quatrième position. Elle signe le meilleur temps de la manche, rapidement délogée par Wendy Holdener. Au fils des passages seule Marie-Michèle Gagnon arrive à faire mieux. La canadienne remporte le combiné et Anne-Sophie Barthet signe en ce 28 février 2016 — presque à domicile puisque dans les Pyrénées — son premier podium en coupe du monde avec une troisième place.

Qualifiée une seconde fois après 2012 pour les finales de coupe du Monde de slalom, elle y marque pour la première fois des points en finissant 7e et conclu ainsi sa saison de coupe du monde par un cinquième top 10 (le troisième en slalom) et son meilleur résultat en slalom de la saison.

Saison de coupe du monde qui est pour elle celle de (presque) tous les records (à l'exception du slalom géant) : record de top 10 (5) donc, de courses terminées dans les points (15 sur 23 départs), meilleurs totaux de points et meilleurs classements en slalom (15e avec 161 points), combiné (5e avec 100 points) et général (32e avec 307 points, quasiment le double des 157 points de son record précédent, en 2013). Et bien sûr ce premier podium, récompense après laquelle elle courrait depuis dix ans.

#### 2016-2017
À l'intersaison Anne-Sophie Barthet se fait opérer du genou droit (celui blessé a Aspen en 2007). Forte de ses beaux résultats de la saison précédente ses objectifs affichés sont élevés : progresser dans la hiérarchie du slalom (c'est-à-dire faire mieux que la 15e place mondiale) et remporter une médaille en super-combiné lors des mondiaux de Saint-Moritz. Son début de saison se révèle pourtant plus compliqué que prévu et en deçà de ses objectifs : Dans les points une seule fois sur les trois premiers géants (22e à Killington) et dans les points mais jamais mieux que 22e lors des trois premier slaloms. À Levi lors du premier slalom de la saison, si elle termine meilleure française (et seule dans les points) sa 22e place est loin de ses ambitions affichées avant la course. Les deux 26e places suivantes à Killington et Sestrières également. Le 16 décembre à Val d'Isère elle signe le dixième top 10 de sa carrière en coupe du monde : 8e du premier combiné de la saison. Mais ce résultat ne la satisfait pas au regard de ses ambitions de podium mondial dans la discipline. Néanmoins ce sera son meilleur résultat en coupe du monde de la saison, où elle en retrouvera le top 30 que deux fois (14e du slalom de Semmering fin décembre et 27e de celui de Maribor début janvier). Notamment lors du second combiné de la saison, à Crans-Montana le 24 février elle termine le super-G à la dernière position (41e a plus de 4 secondes de la première) avant de sortir du tracé dans le slalom.

Lors des Championnats du monde de Saint-Moritz elle participe au slalom (23e) et au combiné. Elle réussit une très belle première manche en descente qu’elle termine à une prometteuse 8e place,. Mais lors de la seconde manche (le slalom, sa discipline de prédilection) elle ne réalise que le 20e temps, et termine finalement l’épreuve à la 12e place,.

Elle termine une saison décevante (30e en slalom avec 41 points soit le quart de l’année précédente, 18e en combiné avec les seuls 32 points de Val d'Isère et pas de médaille mondiale à Saint-Moritz) par les championnats de France, où elle monte sur deux podiums : deuxième en slalom (à un peu plus d’une seconde de la vainqueur Adeline Baud) et en combiné (6 petits centièmes derrière la même Adeline Baud).

### La conversion vers la vitesse

#### 2017-2018
À 29 ans Anne-Sophie Barthet commence une nouvelle saison, olympique, focalisée sur le slalom et le combiné. Elle la commence donc le 11 novembre lors du premier slalom de la saison à Levi (et non pas lors du géant inaugural de Sölden). Mais les résultats ne sont pas là. Aucun point marqué lors du début de saison, et une place de titulaire perdue en équipe de France. À la mi-saison elle prend une décision radicale et quitte le groupe technique pour rejoindre celui de vitesse. Un changement prévu pour à la fin de la saison mais précipité par ses résultats et sa situation. Engagée dès mi-janvier à Bad Kleinkirchheim elle ne termine pas le super-G puis se classe 35e de la descente pour ce qui est alors son meilleur résultat dans la discipline. Le week-end suivant à Cortina d'Ampezzo elle remporte les premiers points de coupe du monde de sa carrière dans une épreuve de vitesse en se classant 24e du super-G. La semaine suivante elle signe un nouveau top 10 en coupe du monde avec une 7e place lors du combiné de Lenzerheide dont elle termine meilleure française. Cette performance lui permet d'être sélectionnée pour ces quatrièmes jeux olympiques consécutifs, pour l'épreuve du combiné. Néanmoins lors de l'échauffement de la descente de ce combiné olympique elle se fracture la cheville droite, et doit renoncer à prendre le départ.

#### 2018-2019

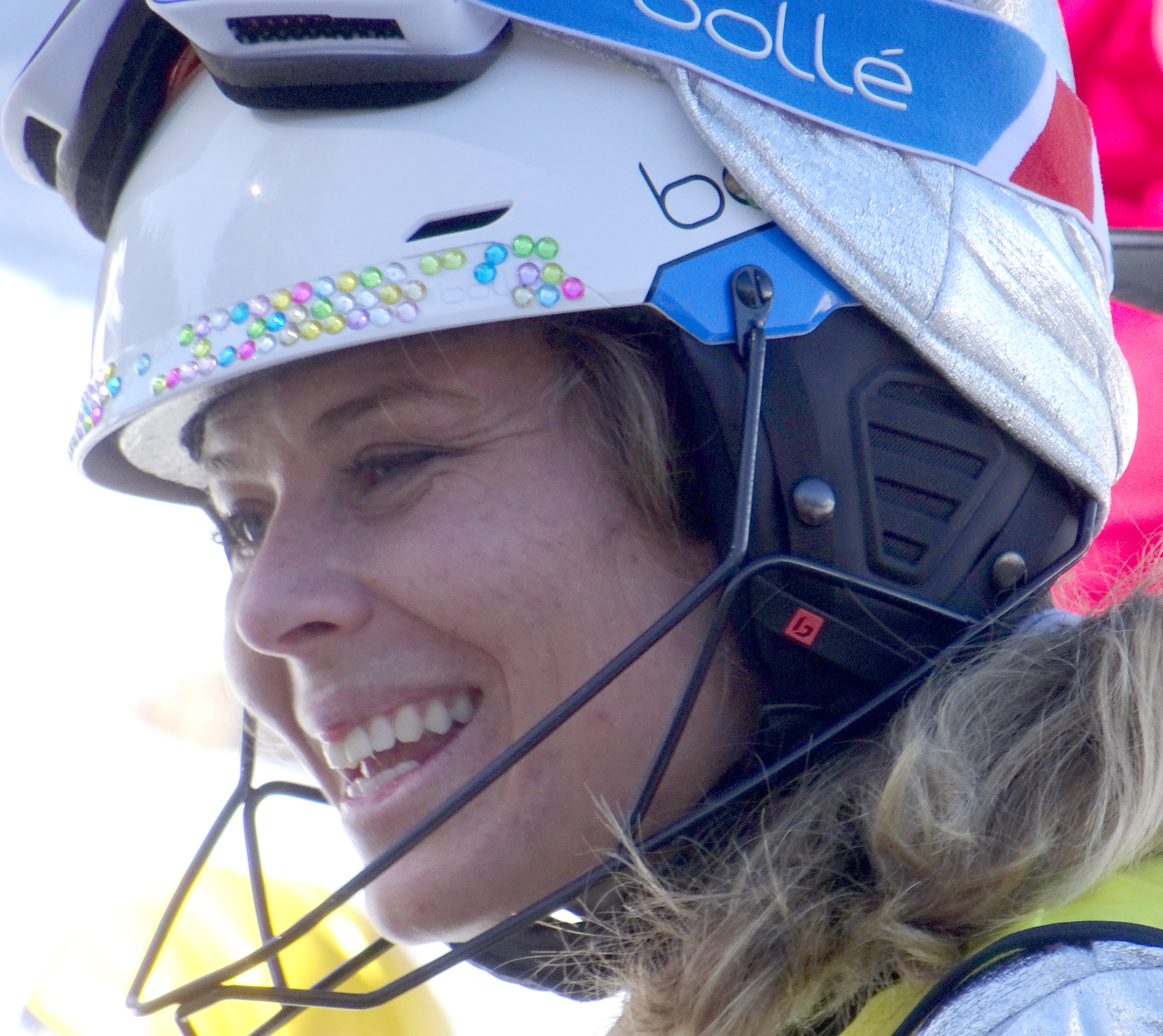
En mars 2019 au Super Slalom de La Plagne.

Anne-Sophie Barthet revient à la compétition lors de la saison 2018-2019 en participant à des épreuves de vitesse sur le circuit européen, pâtissant notamment de l'annulation des épreuves de coupe du monde de Val d'Isère dont le combiné. Elle retrouve la coupe du monde mi-janvier avec la descente de Cortina d'Ampezzo, onze mois après sa blessure transformée en algodystrophie qui la fait encore souffrir mais ne finit pas la course. Cette chute la prive du départ de la seconde descente le lendemain. La semaine suivante à Garmisch-Partenkirchen le scénario se répète : chute dans le super-G et pas de départ le lendemain pour la descente (les organisateurs ont stoppé la course après le dossard 42, les conditions étant devenues trop dangereuses). Elle arrive début février aux mondiaux d'Åre sans avoir fini une seule course de coupe du monde de la saison, sélectionnée à la faveur de sa victoire en coupe d'Europe à Kvitfjell. Seule française au départ du combiné, elle s'en classe 11e (26e de la descente puis 7e du slalom) son meilleur résultat sur des mondiaux, pour ce qu'elle annonce comme sa dernière participation.
Elle annonce la fin de sa carrière et remporte la troisième édition du Super Slalom, la course la plus longue du monde, 4 kilomètres pour 320 portes.

## Reconversion
En parallèle de sa carrière sportive, elle obtient un DEUG de LEA puis intègre Sciences Po Paris. En 2014, à la suite d'un burn-out sportif, elle met ses études entre parenthèses et les reprend en 2019 en validant un master d'économie à l'UGA. Elle intègre le cabinet de conseil EY à Lyon à l'automne 2019 après avoir été recrutée par le programme international « EY Athlete Transition Programm » qui sélectionne 8 olympiennes à chaque Jeux Olympiques.

## Palmarès

### Jeux olympiques
| Épreuve / Édition       | Turin 2006 | Vancouver 2010 | Sotchi 2014 | Pyeongchang 2018 |
| Slalom géant            | -          | -              | 14e         | -                |
| Slalom                  | 34e        | 26e            | 18e         | -                |
| Combiné / super combiné | Abandon    | -              | -           | non-partante     |

### Championnats du monde
| Épreuve / Édition | Åre 2007 | Val d'Isère 2009 | Garmisch-Partenkirchen 2011 | Schladming 2013 | Saint-Moritz 2017 | Åre 2019 |
| Super G           | Abandon  | -                | -                           | -               | -                 | -        |
| Slalom géant      | -        | -                | 19e                         | 20e             | -                 | -        |
| Slalom            | 19e      | -                | 14e                         | 24e             | 23e               | -        |
| Super combiné     | 22e      | -                | -                           | 16e             | 12e               | 11e      |

### Coupe du monde
- Meilleur classement général : 32e en 2016 avec 307 points.
- Meilleur classement de slalom : 15e en 2016.
- Meilleur classement de super combiné : 5e en 2016.
- Meilleur classement sur une épreuve de Coupe du monde de super combiné : 3e en 2016.
- Meilleur résultat sur une épreuve de Coupe du monde de slalom : 6e en 2009.
- Meilleur résultat sur une épreuve de Coupe du monde de slalom géant: 6e en 2013.
- 1 podium (3e du combiné de Soldeu en 2016).

#### Classements
| Saison / Épreuve | Saison / Épreuve | Général | Général | Descente | Descente | Slalom | Slalom | Géant  | Géant  | Super G | Super G | Combiné | Combiné |
| ---------------- | ---------------- | ------- | ------- | -------- | -------- | ------ | ------ | ------ | ------ | ------- | ------- | ------- | ------- |
| Saison / Épreuve | Saison / Épreuve | Class.  | Points  | Class.   | Points   | Class. | Points | Class. | Points | Class.  | Points  | Class.  | Points  |
| 2006             | 2006             | 92e     | 26      | -        | -        | 36e    | 19     | -      | -      | -       | -       | 35e     | 7       |
| 2007             | 2007             | 83e     | 56      | -        | -        | 37e    | 28     | -      | -      | -       | -       | 23e     | 28      |
| 2008             | 2008             | 118e    | 5       | -        | -        | -      | -      | 50e    | 5      | -       | -       | -       | -       |
| 2009             | 2009             | -       | -       | -        | -        | -      | -      | -      | -      | -       | -       | -       | -       |
| 2010             | 2010             | 75e     | 64      | -        | -        | 31e    | 40     | 34e    | 24     | -       | -       | -       | -       |
| 2011             | 2011             | 71e     | 64      | -        | -        | 28e    | 61     | 45e    | 3      | -       | -       | -       | -       |
| 2012             | 2012             | 48e     | 150     | -        | -        | 22e    | 101    | 36e    | 31     | -       | -       | 23e     | 18      |
| 2013             | 2013             | 48e     | 157     | -        | -        | 30e    | 54     | 26e    | 83     | -       | -       | 21e     | 20      |
| 2014             | 2014             | 70e     | 62      | -        | -        | 32e    | 37     | 36e    | 25     | -       | -       | -       | -       |
| 2015             | 2015             | 72e     | 53      | -        | -        | 33e    | 34     | 41e    | 8      | -       | -       | 20e     | 11      |
| 2016             | 2016             | 32e     | 307     | -        | -        | 15e    | 161    | 32e    | 46     | -       | -       | 5e      | 100     |
| 2017             | 2017             | 71e     | 82      | -        | -        | 30e    | 41     | 44e    | 9      | -       | -       | 18e     | 32      |
| 2018             | 2018             | 82e     | 43      | -        | -        | -      | -      | -      | -      | 47e     | 7       | 16e     | 36      |
| 2019             | 2019             | -       | 0       | -        | 0        | -      | -      | -      | -      | -       | 0       | -       | 0       |

### Coupe d'Europe
- Vainqueur des slaloms-géants d'Andalo Paganella en 2013 et de Zinal en 2014.
- Vainqueur du slalom de Melchsee-Frutt en 2015.
- Vainqueur du combiné de Kvitfjell en 2018.
- 4e du classement de slalom-géant de la saison 2013-2014 (avec 362 points).
- 10e du classement général de la saison 2013-2014 (avec 457 points).
- 6e du classement de super-combiné de la saison 2012-2013 (avec 60 points).
- 4e du classement de descente de la saison 2006-2007 (avec 149 points).
- 10e du classement de super-combiné de la saison 2006-2007 (avec 45 points).

### Championnats de France

#### Elite
- Championne de France de descente en 2016, vice-championne de France de descente en 2012 et en 2007.
- Vice-championne de France de super-géant en 2012
- Vice-championne de France de slalom géant en 2007 et 2014, troisième aux championnats de France de slalom-géant en 2006, 2011, 2012 et 2016.
- Vice-championne de France de slalom en 2017.
- Championne de France de super-combiné en 2011, vice-championne de France de super-combiné en 2017.

#### Jeunes
7 titres de Championne de France (après 2004)